# 1964年インスブルックオリンピックのイギリス選手団
1964年インスブルックオリンピックのイギリス選手団（1964ねんインスブルックオリンピックのイギリスせんしゅだん）は、1964年1月29日から2月9日までオーストリアのインスブルックで開催された1964年インスブルックオリンピックのイギリス選手団、およびその競技結果。

## 概要
今大会は金メダル1個を獲得した。
唯一のメダル獲得となったのは、ボブスレー男子2人乗りのトニー・ナッシュ＆ロビン・ディクソン組による金メダルで、イギリス選手がメダルを獲得するのは1952年オスロオリンピックのフィギュアスケート女子シングルで同じく金メダルを獲得したジャネット・アルウェッグ以来3大会ぶり。

## メダル
| メダル | 選手名                              | 競技       | 種目        |
| ------ | ----------------------------------- | ---------- | ----------- |
| 金     | トニー・ナッシュ ロビン・ディクソン | ボブスレー | 男子2人乗り |